# Teich

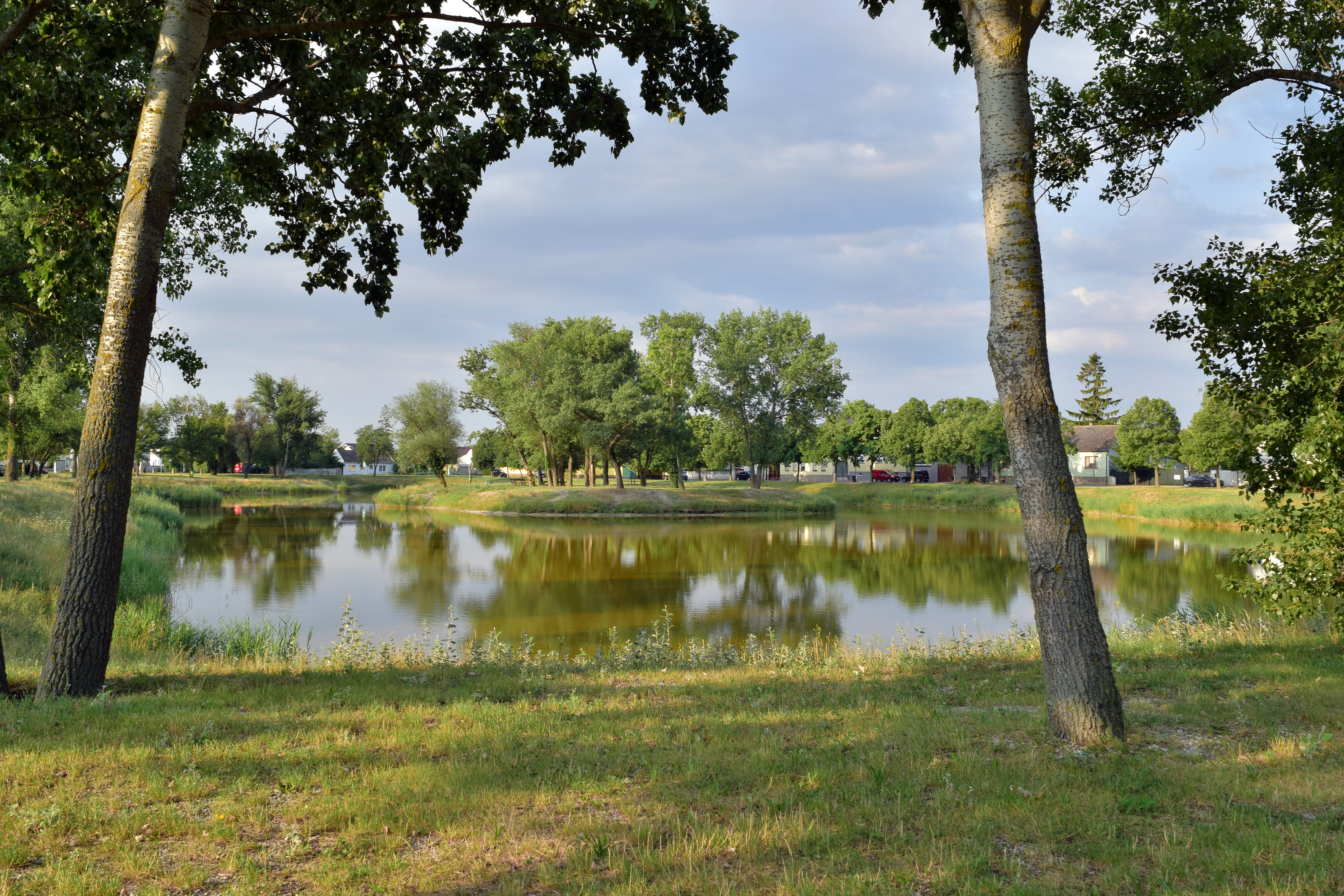
Teich des Dorfangers in Apetlon im Burgenland

Ein Teich ist ein künstlich angelegtes Stillgewässer, meist mit Zu- und Ablauf. Die Tiefe ist im Gegensatz zu einem See so gering, dass sich keine stabile Temperaturschichtung ausbildet.

## Entstehung und Besonderheiten
Teiche gelten als historisch bedeutsame Entwicklung der Wasserbaukunst. Erst durch die Speicherung von Trink- und Brauchwasser wurde die Ausweitung der Besiedlung im Bereich städtischer und ländlicher Räume möglich. Diese Bedeutung der Teiche für die Wasserbevorratung ging erst in neuerer Zeit mit der modernen Wasserversorgung aus dem Grundwasser mittels Tiefbrunnen und Druckleitungen (Wasserwerk) nach und nach zurück – dies gilt vor Beginn der Verbreitung der Dampfkraft im 19. Jahrhundert auch für die seit mehr als 2000 Jahren höchst bedeutsame Funktion als Mühlenteich zum Betrieb von Wassermühlen zwecks Antrieb verschiedener Aggregate (Mahlwerke, Hammerwerke, Sägewerke usw.). Während die Städte teilweise schon seit Mitte des 19. Jahrhunderts mit neuen Techniken der Wasserversorgung ausgestattet wurden (siehe Wasserversorgung in Hamburg), war man in ländlichen Gebieten noch lange auf Teiche angewiesen.
Meist wird ein fließendes Gewässer (Bach, Wassergraben) gestaut und durch Ausbildung eines Erdbeckens ein Stauvolumen geschaffen, wobei die Teichsohle mit Gefälle so ausgebildet wird, dass der Teich am tiefsten Punkt vollständig abgelassen werden kann. Dort wird der Wasserspiegel mittels eines Ablaufbauwerks (Mönch, Zapfen, Striegelanlage bei Stauteichen) reguliert; bei Bedarf kann ein Teich hier auch schrittweise abgelassen werden. Das Ablassen erfolgt regelmäßig zum Unterhalten des Teichs – zum Abfischen, Säubern, Entschlammen – oder auch für eine Reparatur des Damms.
Weiher oder Tümpel, die in der Regel keinen Abfluss haben, werden umgangssprachlich gelegentlich auch als Teiche bezeichnet, was aber nicht korrekt ist.
Üblicherweise nehmen mit abnehmender Größe und Tiefe eines Stillgewässers seine Stabilität und Lebensdauer schnell ab, weil bei abnehmendem Wasservolumen der relative Anteil der peripheren Strukturelemente zunimmt. Je kleiner ein Stillgewässer ist, desto stärker wirken sich Stoffeinträge auf den Wasserkörper aus, da sich Nährstoffe, Biomasse sowie mineralische Sedimente ständig anreichern.
Durch Eintrag und Sedimentation organischen und mineralischen Materials kommt es nach und nach zum Anwachsen einer sich durch Diagenese verfestigenden Schlammschicht, in der anaerobe oder zumindest sauerstoffarme Bedingungen herrschen. Besonders in Zeiten hoher Temperaturen und sinkender Wasserstände über dem Sediment kann es dann zu Sauerstoffzehrungen kommen. Perennierende Gewässer sind oft stärker von biogener Verlandung betroffen als periodisch austrocknende, da bei letzteren die Biomasse in den Trockenphasen ventiliert, oxidiert und schließlich als Pflanzennährstoff zu großen Teilen der Umgebung wieder verfügbar gemacht wird.
Je anaerober der Schlamm am Grund eines Stillgewässers ist, umso besser kann er bestimmte Nährstoffe demobilisieren und der Verfügbarkeit entziehen, was sich unter Wasserbespannung mit eher geringen Trockenphasen wegen des Luftsauerstoffabschlusses eher ergibt. Zur Minimierung der Sedimentbildung können daher längere Trockenphasen beitragen („Sömmern“ bzw. „Wintern“). Erreicht die Akkumulation des Sediments die Nähe der Wasseroberfläche, kann sich Verlandungsvegetation wie Röhrichte usw. ansiedeln. Der Teich als Stillgewässer verlandet dann nach und nach, so dass er bei ausbleibenden Unterhaltungsmaßnahmen (Entschlammung = „Auslandung“) im Laufe der Zeit verschwinden und somit seine Funktion verlieren würde.
Im besonderen Fall der Auslandung (Entschlammung) eines Teiches über seine eigentliche Sohltiefe hinaus, kann der Teich nicht mehr vollständig abgelassen werden, ohne den Mönch nebst Ablauf gleichzeitig tiefer zu setzen, so dass Unterhaltungsmaßnahmen sich dann sehr viel schwieriger darstellen, indem die vertiefte Teichsohle von Sedimenten nur unter Wasser befreit werden kann bzw. das gestaute Teichwasser nebst dem Zuflusswasser abgepumpt werden muss. Moderne Verfahren ermöglichen zwar eine Beräumung unter Wasser (Schlammpumpen usw.) – für die Behandlung des Materials (Transport usw.) werden aber aufgrund der verfahrensbedingten Verflüssigung aufwändige Maßnahmen erforderlich (Trocknungspolder usw.).

## Nutzung

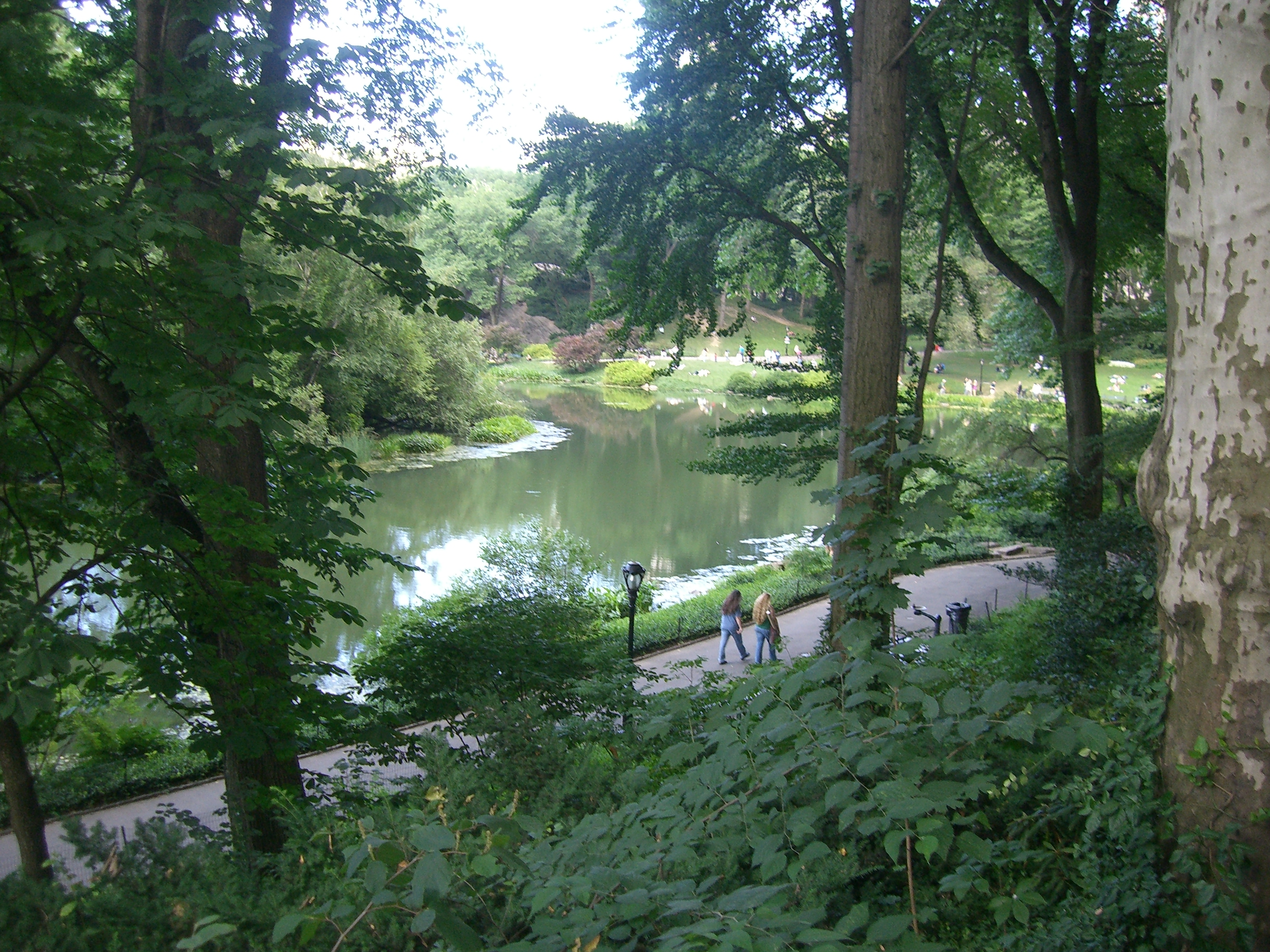
The Lake im Central Park

- Rückhaltebecken im Zuge von Hochwasserschutz bei Ableitung von Vorflutern
- Aufzucht und Haltung von Fischen (Teichwirtschaft, z. B. Karpfenteiche, Forellenteiche)
- Naturnahe Haltung von Enten und Gänsen (Geflügelproduktion)
- Bereitstellung von Trinkwasser für Nutzvieh (Viehtränke) oder Menschen
- Bereitstellung von Brauch- und Löschwasser (Löschwasserteich), Beschneiungswasser oder angesichts der Globalen Erwärmung zunehmend auch für die Bewässerungsfeldwirtschaft[1][2][3]
- Wasserspeicher für Energiegewinnung durch Stauteiche und Mühlenteiche, speziell im Bergbau z. B. Oberharzer Wasserregal (Kunstteich)
- Verschönerung und Belebung von Gärten, Parks, Golfplätzen (Dorfteich, Schmuck-, Zier- oder Gartenteich)
- Schwimm- oder Bademöglichkeit (Bade- oder Schwimmteich)
- Aufstauungen für die Flößerei (Floßteich)
- Reinigung von Abwässern (Klärteich)
- Gewinnung von Pflanzenfasern aus Nutzhanf oder Flachsfasern (Rösteteich)
- Nutzung als Pferdeschwemme (historisch)

Teiche bieten einer Vielzahl von Pflanzen und Tierarten einen Lebensraum.

## Gartenteiche

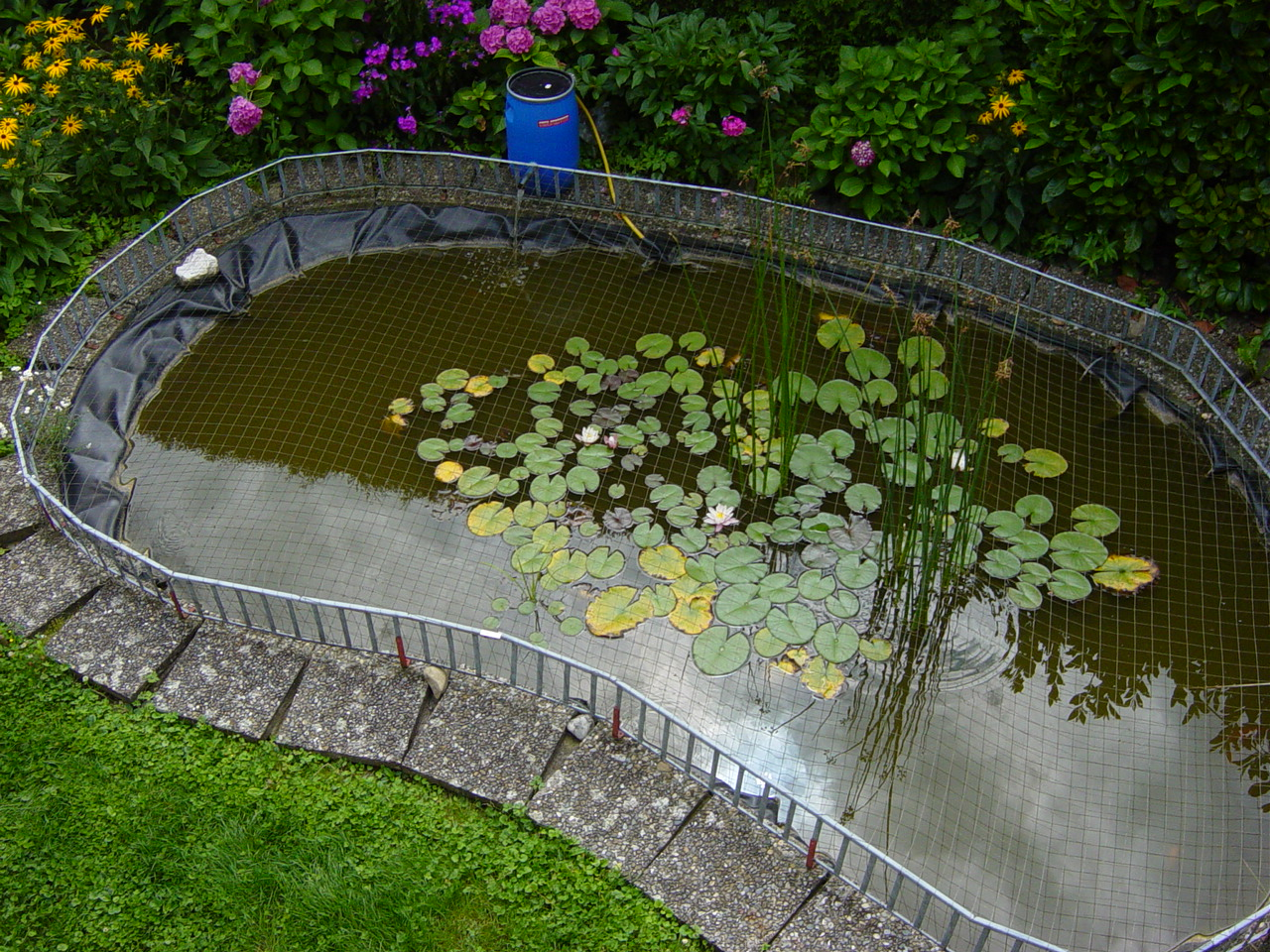
Ein mit einem Gitterdraht vor Fischreihern geschützter Gartenteich

Ein Gartenteich ist ein Schmuck- und Zierteich, der meist keine technische Bedeutung hat. In den meisten Fällen hat er keinen Zu- und Ablauf. Sein Wasserspiegel wird von der Niederschlagsmenge (Regen) und Sonneneinstrahlung (Verdunstung) reguliert. In langen Trockenzeiten benötigt er eine Zufuhr von Frischwasser. Zur Abdichtung siehe den ausführlichen Artikel Folienteich. Auch gibt es Fertigbecken aus Polyethylen oder Polyester.
Gartenteiche werden zumeist zur Verschönerung des Gartens, aber auch als Kunstobjekt oder zu therapeutischen Zwecken (Kneippen) angelegt. Außerdem bietet ein Teich vielen Tieren und Pflanzen Lebensraum, siehe dazu auch Biotop. Man kann in allen Bereichen des Teiches Pflanzen einsetzen.
Ein Gartenteich kann in verschiedenen Stilen angelegt werden, zum Beispiel möglichst naturbelassen, klassisch, modern oder auch asiatisch mit Koi. Traditionell sind Zierteiche oft mit Goldfischen besetzt (aber alle fischbesetzten Teiche veralgen schneller, weil mit dem Fischfutter laufend Nährstoffe eingebracht werden). Zierteiche erfreuen sich stetig größerer Beliebtheit und haben inzwischen sogar in sehr kleinen Gärten Einzug gehalten. Das ist wohl auf den hohen Erholungswert zurückzuführen, der Zierteiche auszeichnet; ein kleiner Bachlauf oder sogar Springbrunnen verstärken diesen Effekt noch.
Gartenteiche sind ein vergleichsweise übersichtlicher und artenreicher Lebensraum, und gerade deshalb auch für Kinder ein geeigneter Ort, neue Tier- und Pflanzenarten kennenzulernen. Andererseits sind auch kleine Teiche für Kinder gefährlich, weshalb Kinder dort nicht ohne Aufsicht sein sollten. Breite, flache Uferzonen verringern die Unfallgefahr für Kinder und trinkende Tiere (Igel etc.). Bei künstlich angelegten Gewässern kann der Eigentümer für Unfälle haftbar gemacht werden, wenn der Teich nicht ausreichend abgesichert ist.
Als ungefähre Mindestgröße von Gartenteichen sind etwa 6 m² zu empfehlen; das wäre ein Teich in der Größe von 3 × 2 m. Die Tiefzone muss mindestens 70 cm betragen, damit Fische und andere Tiere im Teich überwintern können. Besser wären 1,5 m Tiefe, damit der Teich im Sommer nicht überhitzt.
Teiche sind neben anderen kleinen Stillgewässern auch in Parks und auf Golfplätzen zu finden, wo sie als Wasserreservoirs, Spielhindernisse oder gestalterische Landschaftselemente dienen.
In Teichen und anderen Gewässern werden oft Fische ausgesetzt. Die vielfach zitierten Wasservögel mit Fischlaich im Gefieder sind höchst selten die Ursache für eine spontane Fischbesiedlung, da die Fischeier nur extrem kurz haft- bzw. überlebensfähig sind.

## Bewohner von Teichen

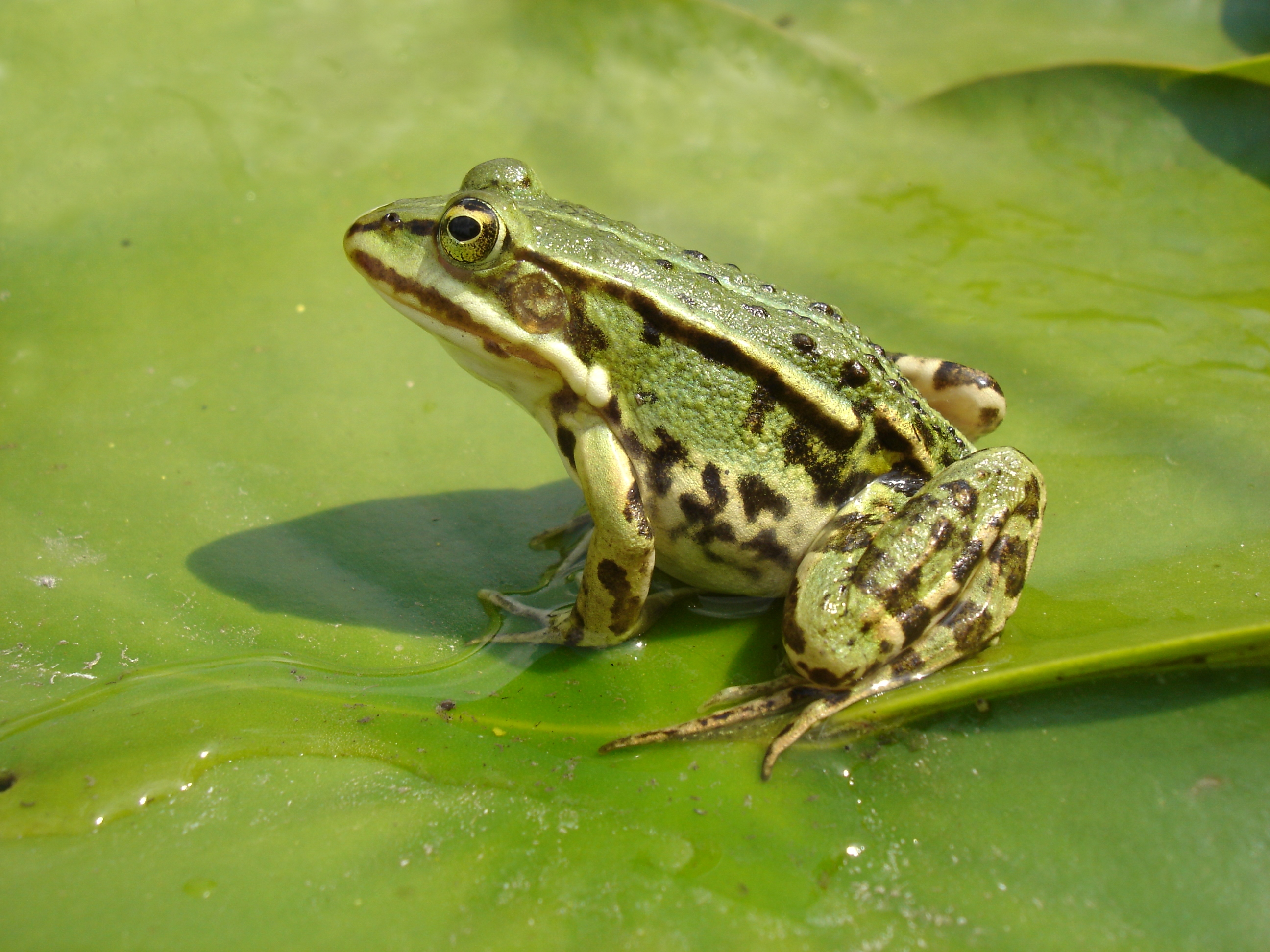
Ein Teichfrosch auf dem Blatt einer Seerose

Teiche mit ihrem Ufer können je nach Anlage und Nutzung mit verschiedenen Lebewesen besetzt oder natürlich bevölkert sein, beispielsweise:
Pflanzen
See- und Teichrosen
Krebsscheren
Binsen
Sumpfdotterblumen
Rohrkolben
Schwertlilien
Wasserlinsen
Wasserpest
Tausendblatt
Fische
Karpfen
Koi
Stichlinge
Moderlieschen
Bitterlinge
Rotfeder
Goldfische
Amphibien
Frösche
Kaulquappen
Molche
Insekten
Libellen mit Larven
Wasserläufer
Rückenschwimmer
Gelbrandkäfer
Mückenlarven
Andere
Schnecken
Egel
Ringelnatter
Teichmuscheln
Mikroalgen
Makroalgen
Süßwasserplankton
Blässhuhn
Stockente
Abgesehen von der künstlichen Anlage, den tiefen Zonen und einem geringeren Wellenschlag, weisen die Ökosysteme vieler Teiche abhängig von Größe und Bewirtschaftung große Ähnlichkeiten mit dem Ökosystem See auf.

## Stoffkreisläufe
Alle Lebensformen im Teich hängen durch Stoffkreisläufe miteinander zusammen. Die Pflanzen entnehmen dem Wasser Kohlenstoffdioxid und Nährstoffe (u. a. Phosphate und Nitrate) und bilden mit Hilfe der Photosynthese neue Biomasse. Dabei scheiden sie Sauerstoff ab, der zunächst im Wasser gelöst bleibt, aber letztlich entweicht, soweit er nicht von atmenden Organismen verbraucht wird. Bei hoher Sauerstoffkonzentration kann es zu einer Gasübersättigung kommen einschließlich der Gefahr einer Gasblasenerkrankung der Fische. Dann bilden sich Bläschen, mit denen Sauerstoff und Stickstoff so lange aus dem Wasser entweichen, bis ein Lösungsgleichgewicht mit der Luft erreicht ist.
Die Tiere und bei Dunkelheit auch die Pflanzen verbrauchen den im Wasser gelösten Sauerstoff zur Atmung und scheiden dafür eine äquivalente Menge Kohlenstoffdioxid aus. Weil die Pflanzen ihre Photosynthese bei Dunkelheit einstellen, steigt der Kohlenstoffdioxidgehalt nachts an, während der Sauerstoffgehalt abnimmt.
Die Zunahme von Kohlenstoffdioxid (CO2) verringert den pH-Wert des Wassers. So findet man in den frühen Morgenstunden den niedrigsten pH-Wert und den geringsten Sauerstoffgehalt. Die höchsten Werte findet man dagegen bei Sonnenuntergang.
Durch starke Bewegung der Wasseroberfläche (Bachlauf, Springbrunnen) wird sehr viel CO2 aus dem Wasser ausgetrieben, während gleichzeitig nur wenig Sauerstoff (O2) im Wasser gebunden wird. Die wirksamste Maßnahme zur Erhöhung des Sauerstoffgehaltes ist eine ausreichende Bepflanzung. Das Pflanzenwachstum verringert außerdem den verfügbaren Nährstoffgehalt im Wasser und reguliert dadurch das Algenwachstum. Die zugrunde liegenden Stoffwechselkreisläufe entsprechen denen in Aquarien.
Im Wasser gelöstes Kohlenstoffdioxid (Kohlensäure) steht in einem Gleichgewicht mit Hydrogencarbonat, das als Wasserhärte bei der Auflösung von Kalk entsteht. Lage und Schwankungsbereich des pH-Werts hängen dabei unlösbar mit der Wasserhärte zusammen; mit jeder Verdoppelung der Härte erhöht sich der pH-Bereich um den Wert 0,3 (= log 2).
Bestimmte Organismen (Schnecken) entziehen dem Teich Kalk z. B. für den Aufbau ihrer Gehäuse.
Durch den Zufluss von „weichem“ Regenwasser, aber vor allem durch die sog. biogene Entkalkung, nimmt die Wasserhärte des Teichwassers meist im Laufe der Zeit ab. Sind beim Bau im oder am Teich hingegen kalkhaltige Steine verwendet worden, kann die Wasserhärte auch zunehmen.